# Большая ивановская мануфактура

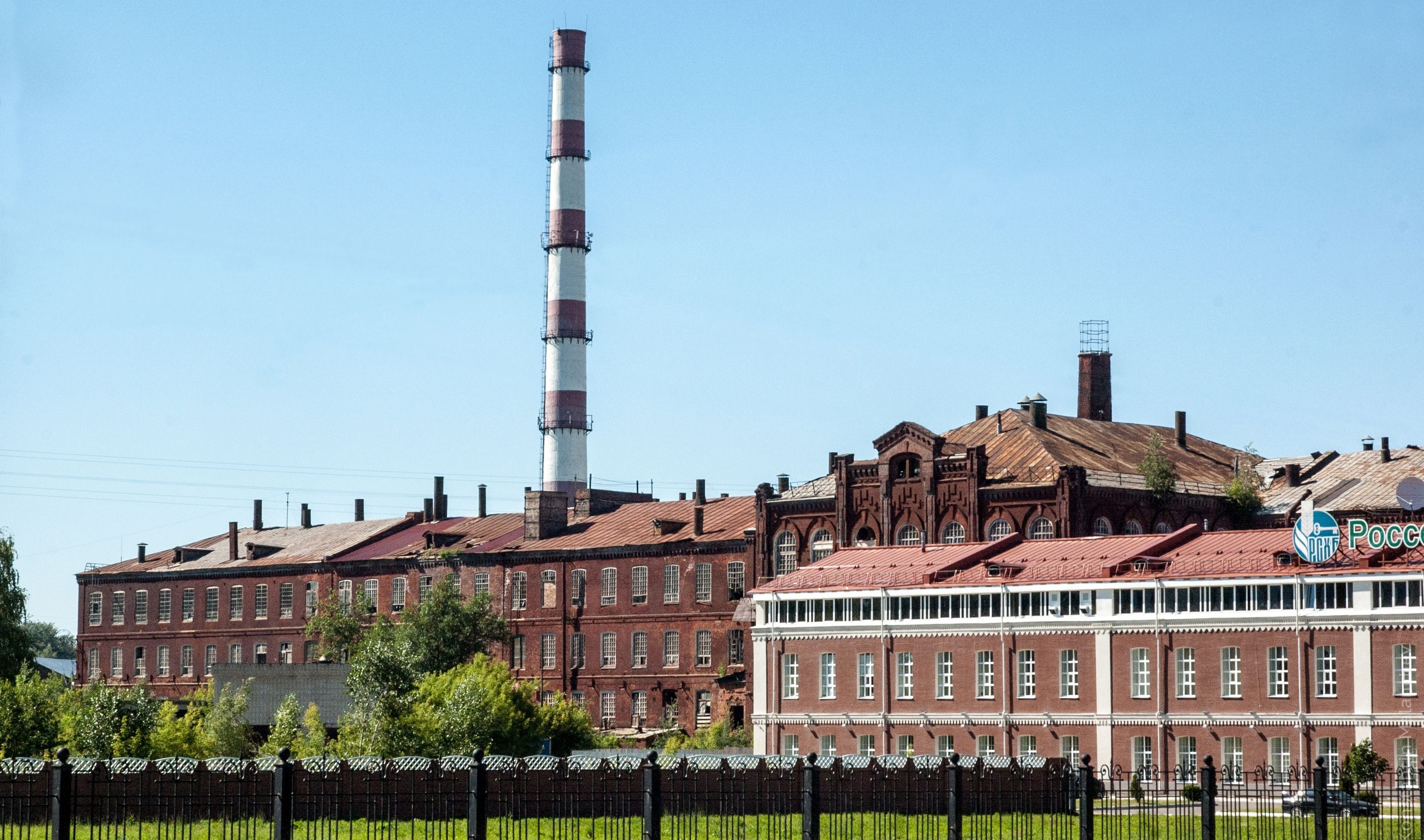
Вид со стороны Театрального моста

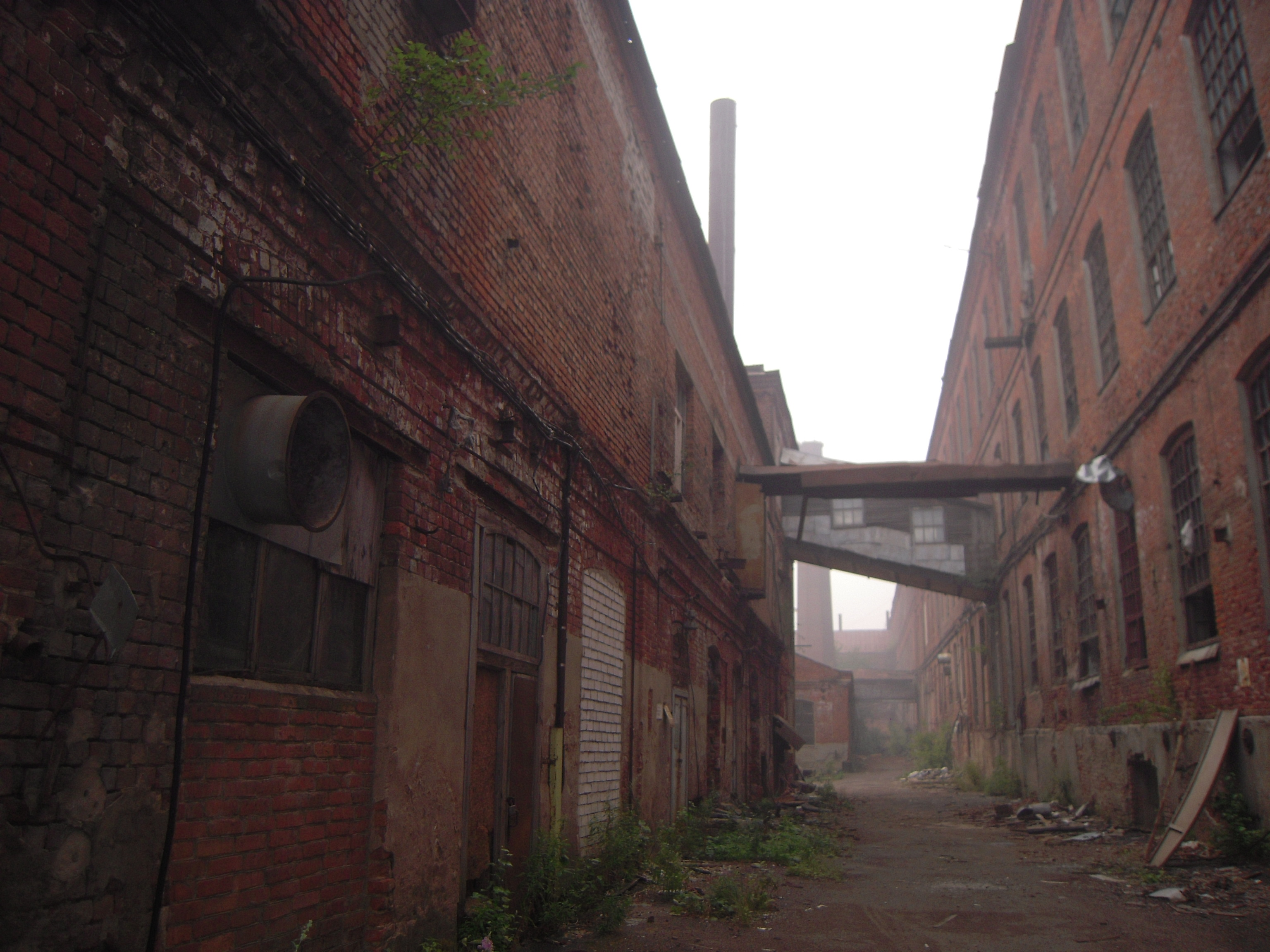
Проезд между корпусами

Большая ивановская мануфактура (БИМ) — бывшее текстильное предприятие Иванова. Располагается в центре города, по обе стороны от реки Уводь. Территория ограничена площадью Пушкина, проспектом Ленина, улицами Батурина и Зверева. Памятник истории.
В 1751 году Ямановский, крепостной Шереметевых, открыл одну из первых в Иванове полотняных мануфактур. Располагалась она на правом берегу Уводи, в районе современной улицы Зверева. В 1809 году предприятие перешло к Михаилу Ивановичу Ямановскому. В начале XIX века оно стало второй по величине фабрикой после предприятия Е. И. Грачёва и выпускало четверть всей ивановской текстильной продукции. В 1815 году М. И. Ямановский организовал на предприятии первую в селе пожарную команду. После Отечественной войны 1812 года начался «золотой век» ивановской текстильной промышленности. Тем не менее на предприятии Ямановских экономический подъём вскоре сменился спадом. Но в 1828 году была установлена цилиндропечатная машина, которая позволила увеличить объёмы производства. К 1882 году было выстроено ткацкое отделение, а старое ситцепечатное производство было вскоре ликвидировано. Его здания были перестроены под жильё. Последними владельцами этой фабрики стали сыновья Мирона Фирсовича Ямановского — Геннадий и Николай. Они установили дополнительные ткацкие станки. В этот период на предприятии было занято около 500 рабочих и оно постепенно стало фактически превращаться в ткацкое отделение фабрики «Товарищества Куваевской мануфактуры».
Куваевская мануфактура располагалась на левом берегу Уводи. Этот участок земли, входивший в состав Вознесенской слободы, в 1845 году был куплен Х. И. Куваевым. С 1793 года производство Куваевых находилось в корпусах на Садовой улице. Через несколько лет после покупки этого участка Куваевы выстроили на нём первый корпус (для заварки тканей) будущего фабричного комплекса. После женитьбы Н. Г. Бурылина на дочери Х. И. Куваева, Надежде, Куваевская мануфактура отошла Бурылиным. В последней четверти XIX века построены отбельные, красильные, ситцепечатные корпуса, а также выходящие на Александровскую улицу (ныне проспект Ленина) складские и административные корпуса. В 1887 году было учреждено «Товарищество Куваевской мануфактуры», а старая куваевская фабрика на Садовой улице была ликвидирована. В 1913 году построено здание электростанции между надстроенными в этот же период корпусами. Куваевская мануфактура была одной из наиболее развитых технически фабрик, а её ткани отличались высоким качеством. В 1886 году здесь при изготовлении варочных кубов из листового железа впервые в промышленных целях была применена электросварка, изобретённая Н. Н. Бенардосом. В 1910-х годах на фабрике работало около 2500 рабочих, выпускалось продукции на 20 млн рублей в год.
В декабре 1916 года на заседании пайщиков «Товарищества Куваевской мануфактуры» было принято решение выкупить ткацкую фабрику у Г. М. Ямановского, что состоялось через месяц, накануне Февральской революции. Таким образом, две фабрики, располагавшиеся на противоположных берегах реки, объединились в одну. В 1918—1919 годах предприятие было национализировано и получило название Большая Иваново-Вознесенская (через некоторое время Ивановская) мануфактура. В 1921 году БИМ первой в регионе возобновила свою работу после перерыва во время Гражданской войны. БИМ посещали М. В. Фрунзе и М. И. Калинин. С 1930-х до 1950-х годов фабрика носила имя В. М. Молотова, а после — О. А. Варенцовой. В 1930-е годы на фабрике трудилась кавалер ордена Ленина Пашина Анна Ивановна. В 1987—2003 года должность директора занимала знаменитая ткачиха В. Н. Голубева.
В 2008 году работа БИМ была остановлена. Часть корпусов заброшена.